# 撒敦
撒敦（？—1335年），译名又作合散、哈散。元朝大臣，钦察人，元顺帝时中书左丞相。床兀儿第四子，燕铁木儿的弟弟。
撒敦在蒙古语是亲戚、亲属的意思。致和元年（1328年），泰定帝死于上都（今内蒙古自治区正蓝旗东闪电河北岸），撒敦奉兄长燕铁木儿之召，从上都还大都（今北京市），共同拥戴元武宗子怀王图帖睦尔为帝，即元文宗。与即位上都的元天顺帝阿速吉八对峙，随燕铁木儿率军于榆林、蓟州、白浮、檀子山等地连败上都王禅、不花、塔失帖木儿统帅之兵。以功历任宣徽使、知枢密院事等职，赐号答刺罕。至顺三年（1332年），元宁宗即位，任御史大夫。元统元年（1333年），元顺帝即位，为中书左丞相、太傅，受封荣王，食邑庐州（今安徽省合肥市）。元统二年（1334年）四月，加开府仪同三司、上柱国、录军国重事。至元元年（1335年），撒敦卒，至元二年（1336年），侄子唐其势逆谋罪暴露，撒敦被籍没家财。

## 延伸阅读
[在维基数据编辑]
 《新元史/卷179》，出自柯劭忞《新元史》